# Championnats du monde de BMX 2013
Navigation
Édition précédente Édition suivante
Les championnats du monde de BMX 2013 se sont déroulés du 23 au 28 juillet 2013 à Auckland en Nouvelle-Zélande.

## Podiums
| Épreuves                       | Or                          | Argent                        | Bronze                         |
| ------------------------------ | --------------------------- | ----------------------------- | ------------------------------ |
| Épreuves masculines            |                             |                               |                                |
| Élite hommes                   | Liam Phillips Royaume-Uni   | Marc Willers Nouvelle-Zélande | Luis Brethauer Allemagne       |
| Contre-la-montre Élite hommes  | Connor Fields États-Unis    | Joris Daudet France           | Sylvain André France           |
| Épreuve masculines - juniors   |                             |                               |                                |
| Junior hommes                  | Sean Gaian États-Unis       | Gonzalo Molina Argentine      | Jérémy Rencurel France         |
| Contre-la-montre Junior hommes | Romain Mahieu France        | Sean Gaian États-Unis         | Niek Kimmann Pays-Bas          |
| Épreuves féminines             |                             |                               |                                |
| Élite femmes                   | Caroline Buchanan Australie | Lauren Reynolds Australie     | Manon Valentino France         |
| Contre-la-montre Élite femmes  | Mariana Pajón Colombie      | Alise Post États-Unis         | Caroline Buchanan Australie    |
| Épreuves féminines - juniors   |                             |                               |                                |
| Junior femmes                  | Felicia Stancil États-Unis  | Shayona Glynn États-Unis      | Hannah Sarten Nouvelle-Zélande |
| Contre-la-montre Junior femmes | Felicia Stancil États-Unis  | Rachel Jones Australie        | Sarah Sailer Allemagne         |

## Tableau des médailles
| Rang  | Nation           | Or | Argent | Bronze | Total |
| ----- | ---------------- | -- | ------ | ------ | ----- |
| 1     | États-Unis       | 4  | 3      | 0      | 7     |
| 2     | Australie        | 1  | 2      | 1      | 4     |
| 3     | France           | 1  | 1      | 3      | 5     |
| 4     | Colombie         | 1  | 0      | 0      | 1     |
| 4     | Royaume-Uni      | 1  | 0      | 0      | 1     |
| 6     | Nouvelle-Zélande | 0  | 1      | 1      | 2     |
| 7     | Argentine        | 0  | 1      | 0      | 1     |
| 8     | Allemagne        | 0  | 0      | 2      | 2     |
| 9     | Pays-Bas         | 0  | 0      | 1      | 1     |
| Total | Total            | 8  | 8      | 8      | 24    |